# Basílica de Santa María (Cracovia)
La basílica de Santa María o iglesia de la Asunción de la Santísima Virgen María (en polaco: Kościół Wniebowzięcia Najświętszej Maryi Panny (Kościół Mariacki)) de Cracovia, Polonia, es una destacada iglesia de estilo gótico, situada al lado de la plaza del Mercado de la antigua capital nacional.
La iglesia fue declarada basílica el 9 de marzo de 1970.

## Historia

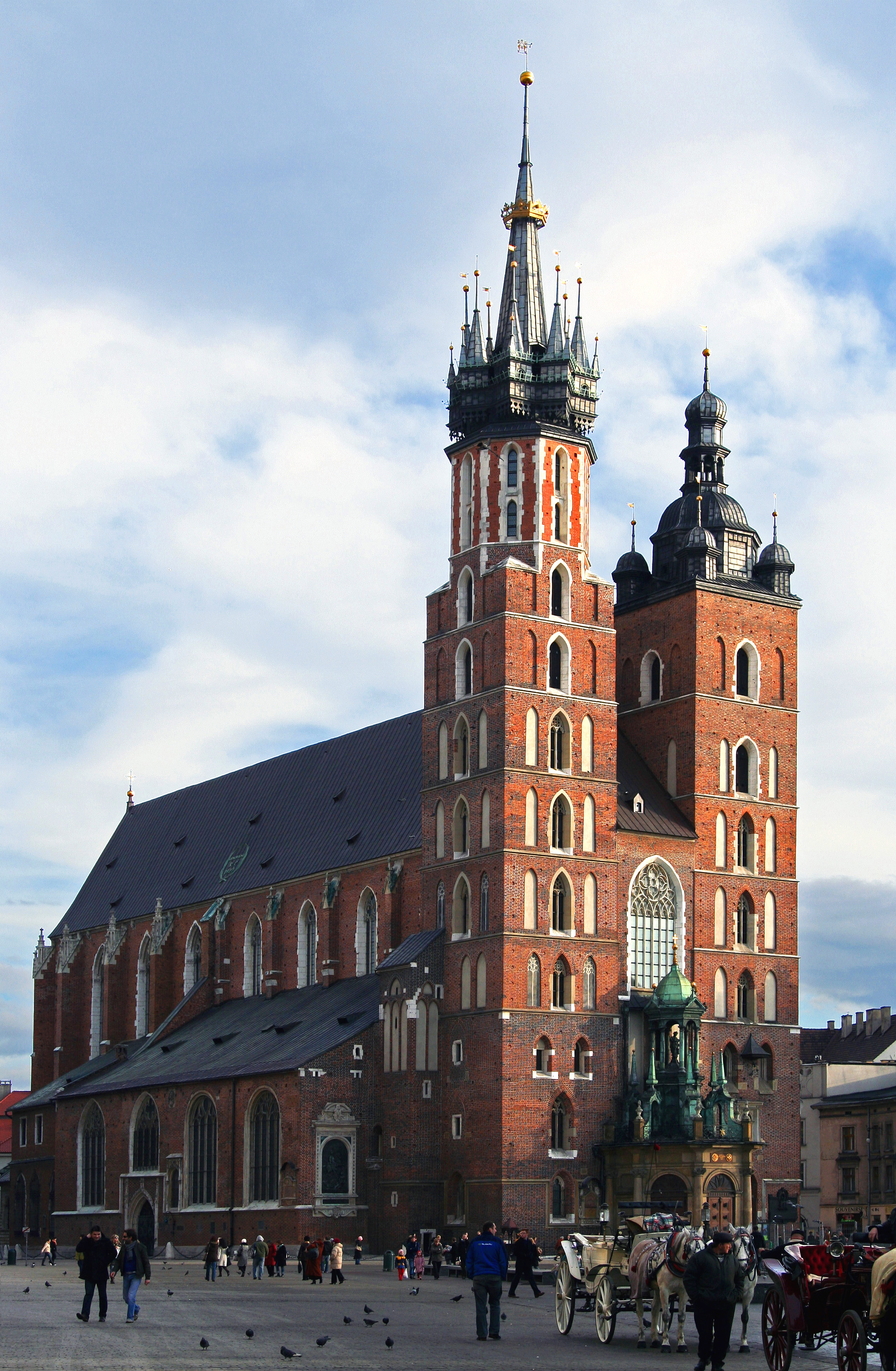
Fachada principal de la basílica

Según el cronista Jan Długosz, la primera iglesia parroquial en la plaza Mayor de Cracovia fue fundada en 1221-1222 por el obispo de Cracovia, Iwo Odrowąż. El edificio fue destruido durante la invasión de los mongoles de Polonia. Entre 1290–1300 una nueva iglesia gótica temprana fue construida sobre los cimientos anteriores. Fue consagrada veinte años más tarde, en 1320.
La iglesia fue completamente reconstruida bajo el reinado de Casimiro III el Grande entre 1355 y 1365, por iniciativa de los vecinos de Cracovia para rivalizar con la catedral de Wawel, con aportes sustanciales del restaurador Mikołaj Wierzynek. La edificación se realizó principalmente en ladrillo, alargándose el presbiterio y añadiéndose las altas ventanas. El cuerpo principal de la iglesia fue terminado en 1395–1397 cuando fue construida la nueva bóveda por el maestro Nicolás Werhner de Praga. Sin embargo, la bóveda sobre el presbiterio se desplomó en 1442, debido posiblemente a un terremoto, que nunca antes ni después había ocurrido en Cracovia.
En la primera mitad del siglo XV, se añadieron las capillas laterales. La mayoría de ellas fueron obra del maestro Franciszek Wiechoń. Al mismo tiempo, se elevaron las dos torres cuadradas, acabadas en los años 1400 y 1406. La torre norte, la más alta (de 80 m) fue diseñada para servir como torre de vigilancia para toda la ciudad. En 1478 carpintero Maciej Heringh (o Heringk) elevó un casco gótico puntiagudo como remate para la torre. Se colocó sobre él en 1666 una corona dorada, que todavía está presente en la actualidad. La torre más baja (de 69 m) a la que se añadió un elemento renacentista en el siglo XVI, sirve como campanario de la iglesia.
A finales del siglo XV, la iglesia de Santa María se enriqueció con dos piezas de renombre esculpidas por Veit Stoss: el retablo de madera, el más grande de toda Europa, de 12 m de longitud y 11 m de alzada, tallado entre 1477 y 1489, de estilo gótico tardío; y un gran crucifijo de arenisca.
En el siglo XVIII, por decisión del vicario Jacek Augustyn Łopacki, se reconstruyó el interior en estilo barroco tardío. El autor de este trabajo fue Francesco Placidi, que también diseño en la fachada principal un pórtico barroco pentagonal. Fueron reemplazados los 26 altares, todo el mobiliario y bancos y las pinturas fueron decoradas con policromía, obra de Andrzej Radwański.
A principios del siglo XIX, la ciudad decidió que un cementerio cercano a la basílica fuese cerrado y convertido en una plaza pública. Hoy en día se conoce como Plac Mariacki (la Plaza Mariana). En los años 1887–1891, bajo la dirección de Tadeusz Stryjeński se introdujo en la Basílica el diseño neogótico. El templo fue de nuevo diseñado con murales pintados y financiados por Jan Matejko, que trabajó con Stanislaw Wyspianski and Józef Mehoffer, los autores de los vitrales del presbiterio.
En el interior se colocó una placa conmemorativa en honor a Juan Pablo II, que fue arzobispo de la ciudad antes de ser papa.
El 18 de abril de 2010, se celebró en esta Basílica una ceremonia fúnebre por el presidente polaco Lech Kaczynski y su esposa María. Más tarde, los ataúdes fueron transportados y enterrados en una de las criptas de la catedral de Wawel.
Desde la parte superior de la torre norte cada hora un trompetista toca el Hejnał mariacki, una melodía tradicional polaca que se transmite a mediodía a través de la radio, y en todo el país. Esta tradición se hace para conmemorar que en el siglo XIII un trompetista fue asesinado por un flechazo en la garganta mientras hacía sonar la alarma antes de que llegara una invasión mongola. Por esto se la conoce como la torre Hejnał.

## Galería de imágenes

Exterior de la basílica
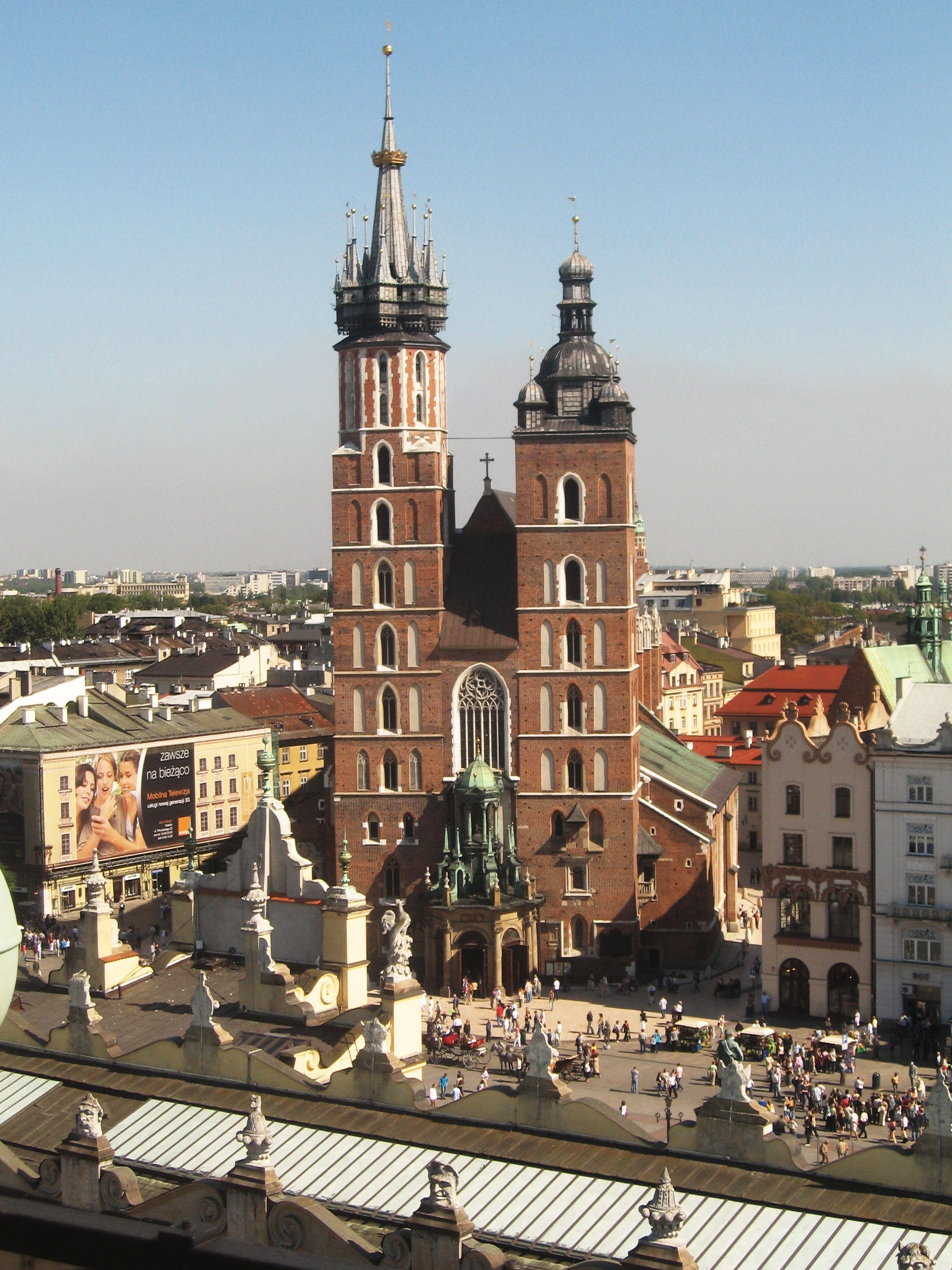
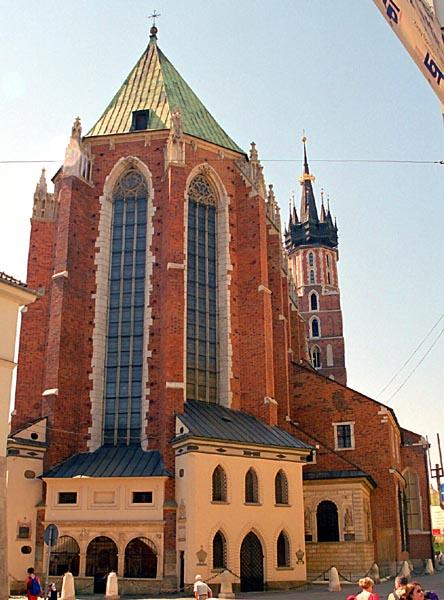
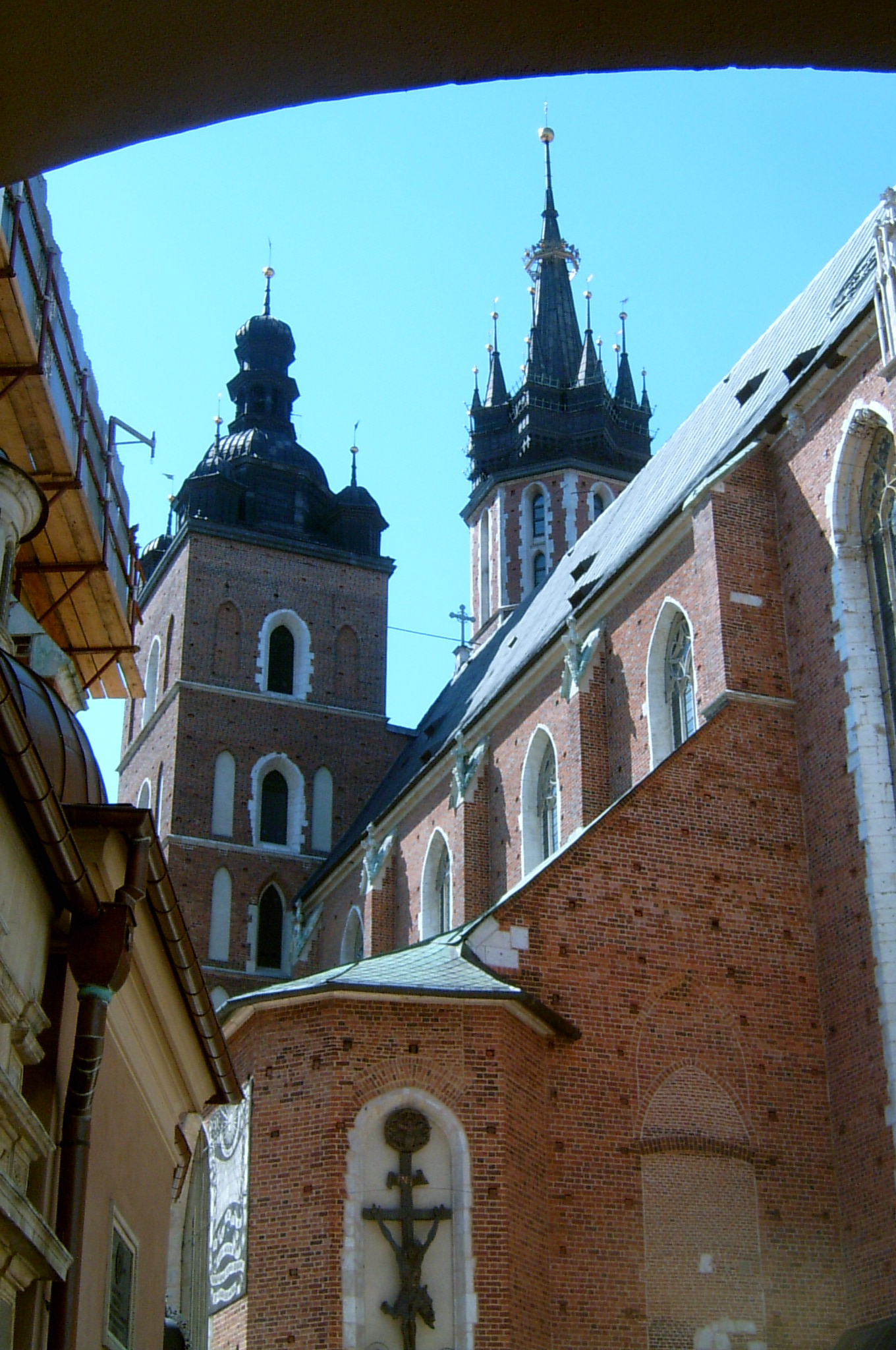
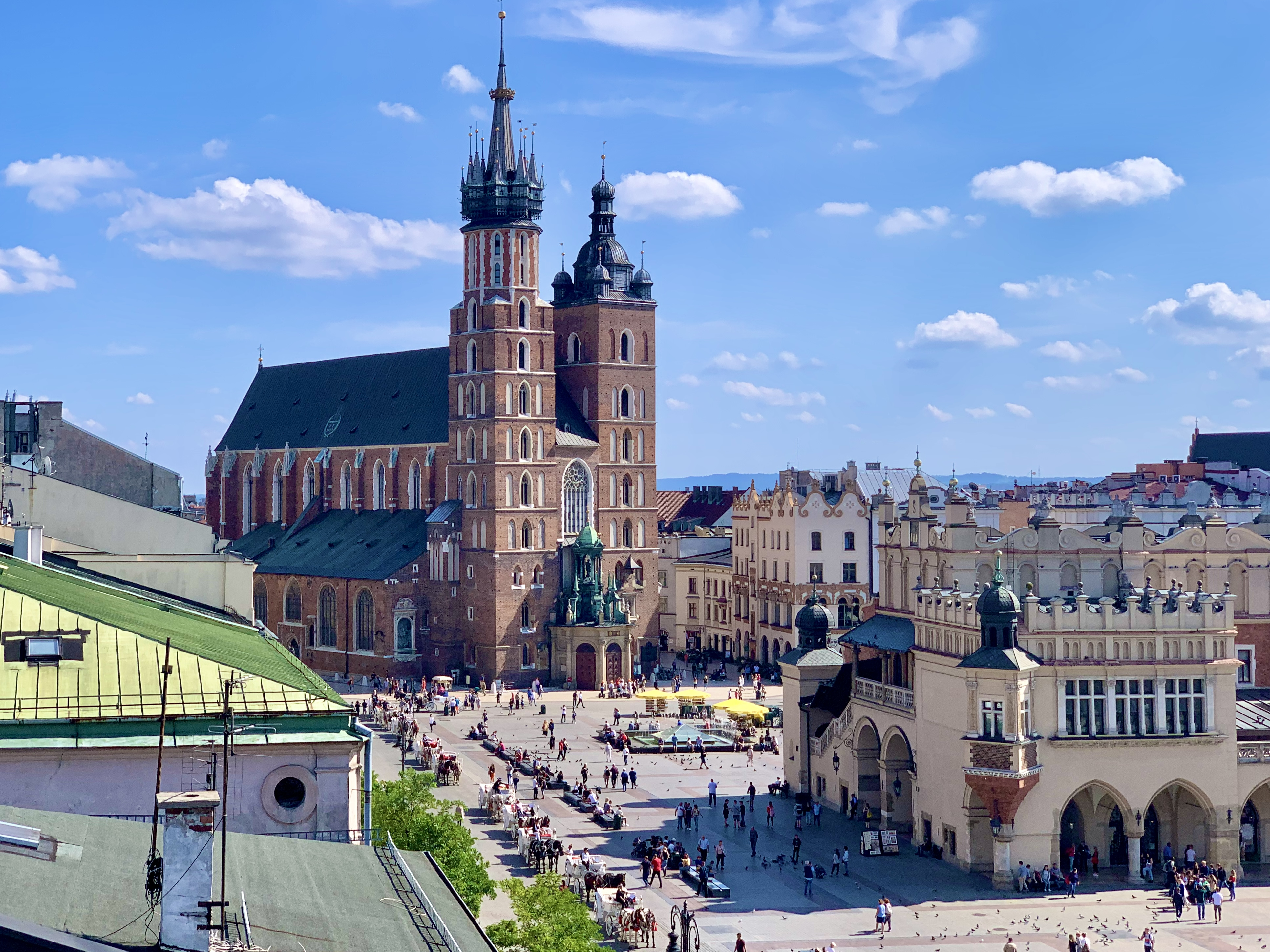

Interior de la basílica
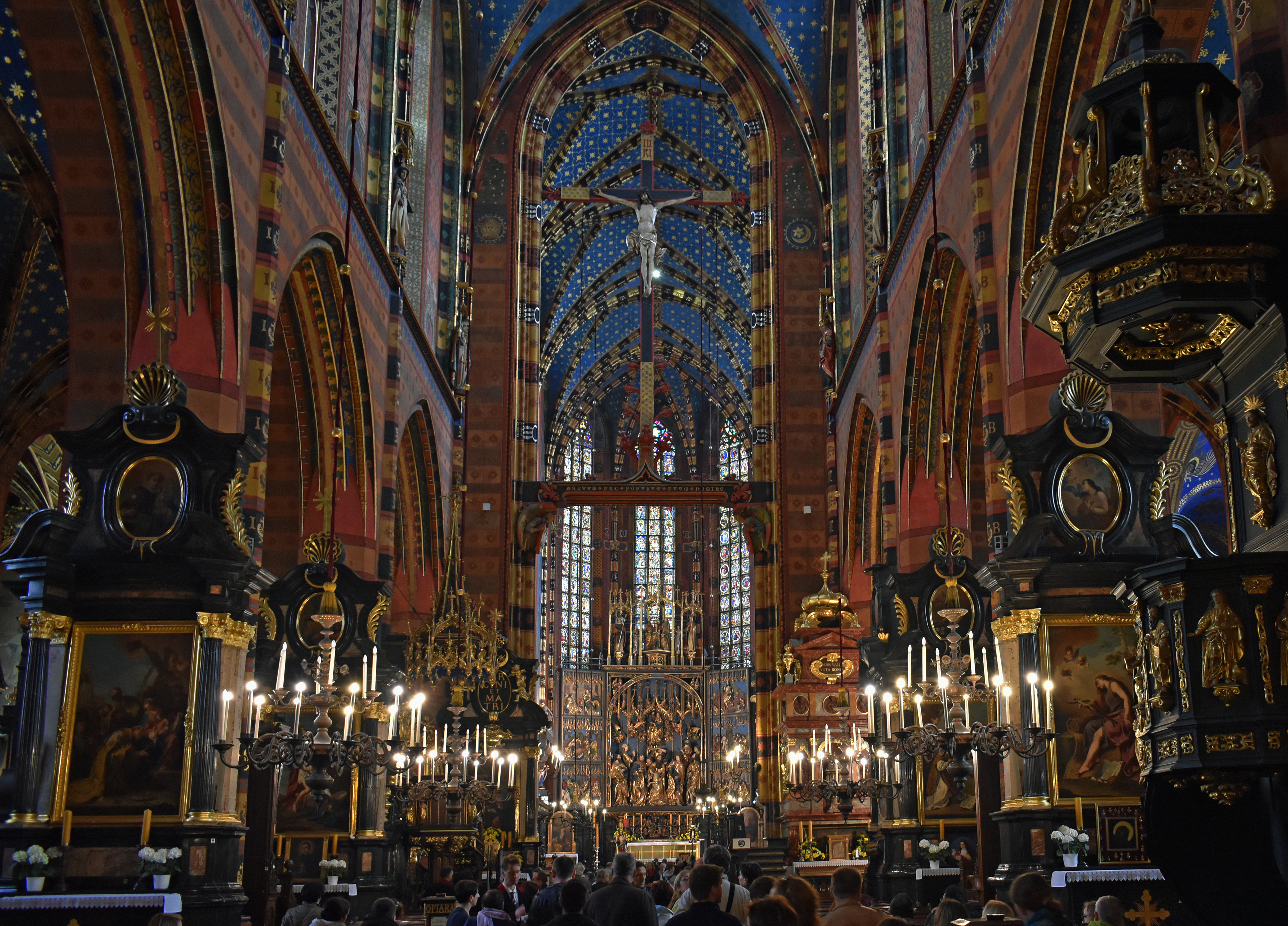
Vista del interior
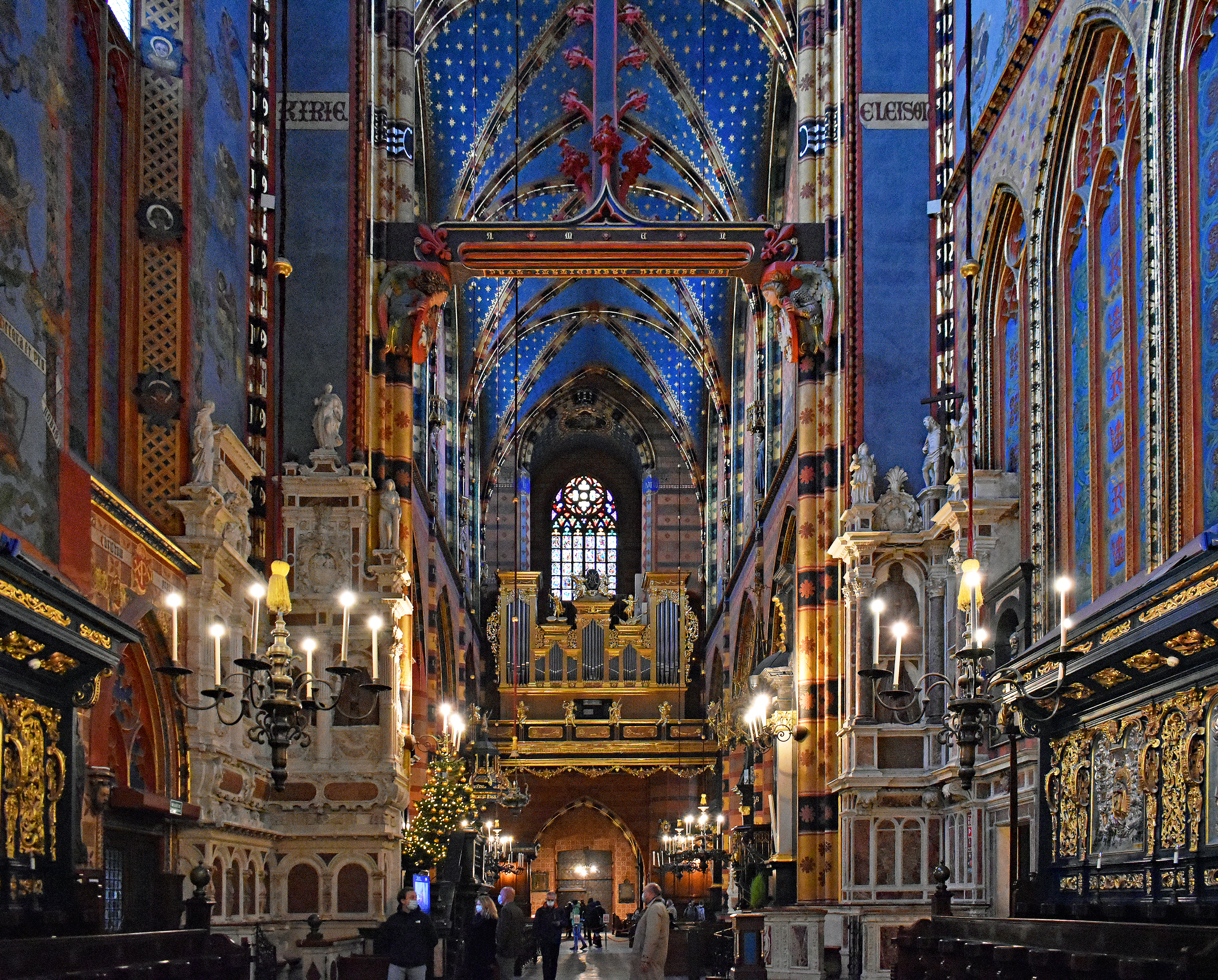
Vista del interior
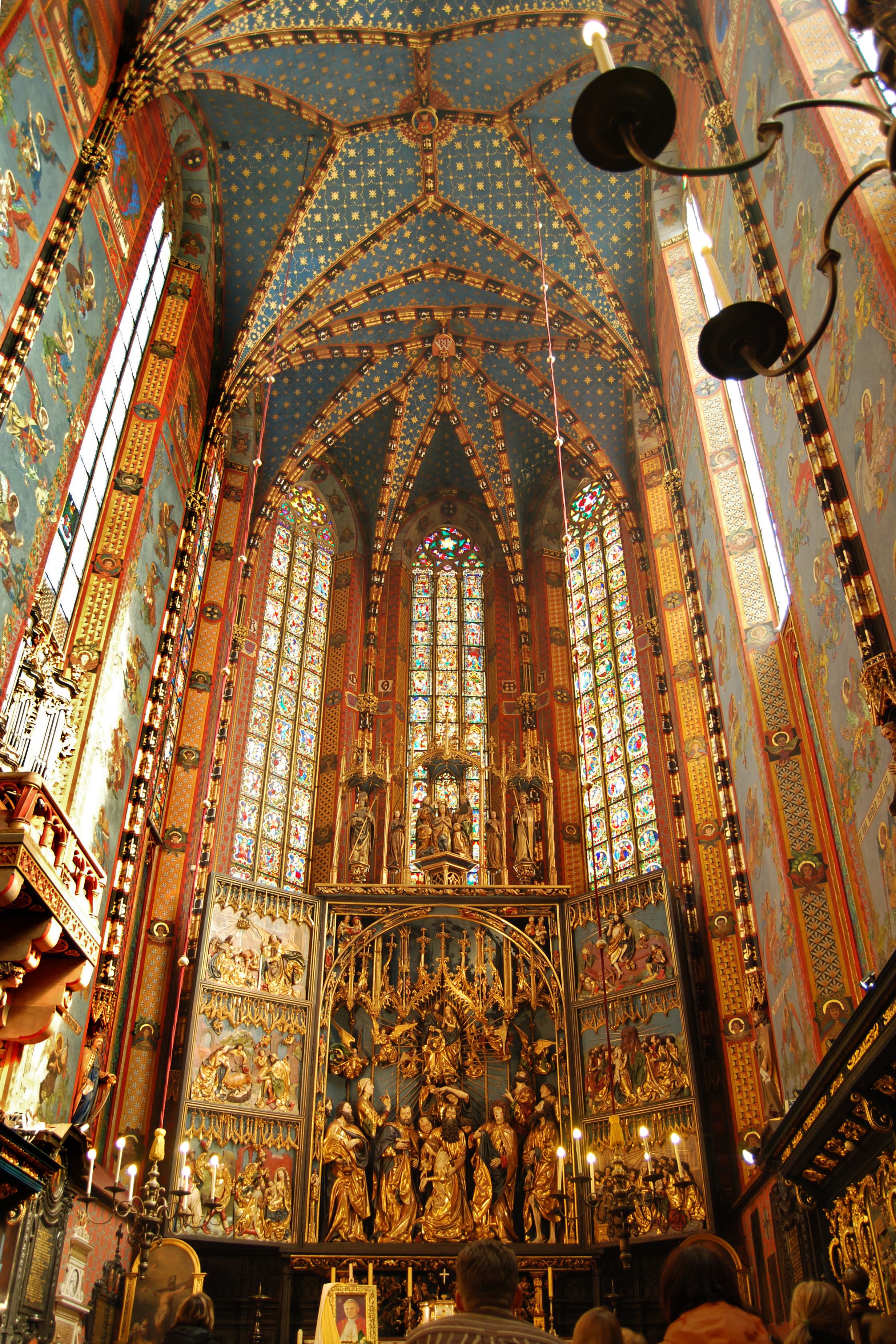
Vista del interior
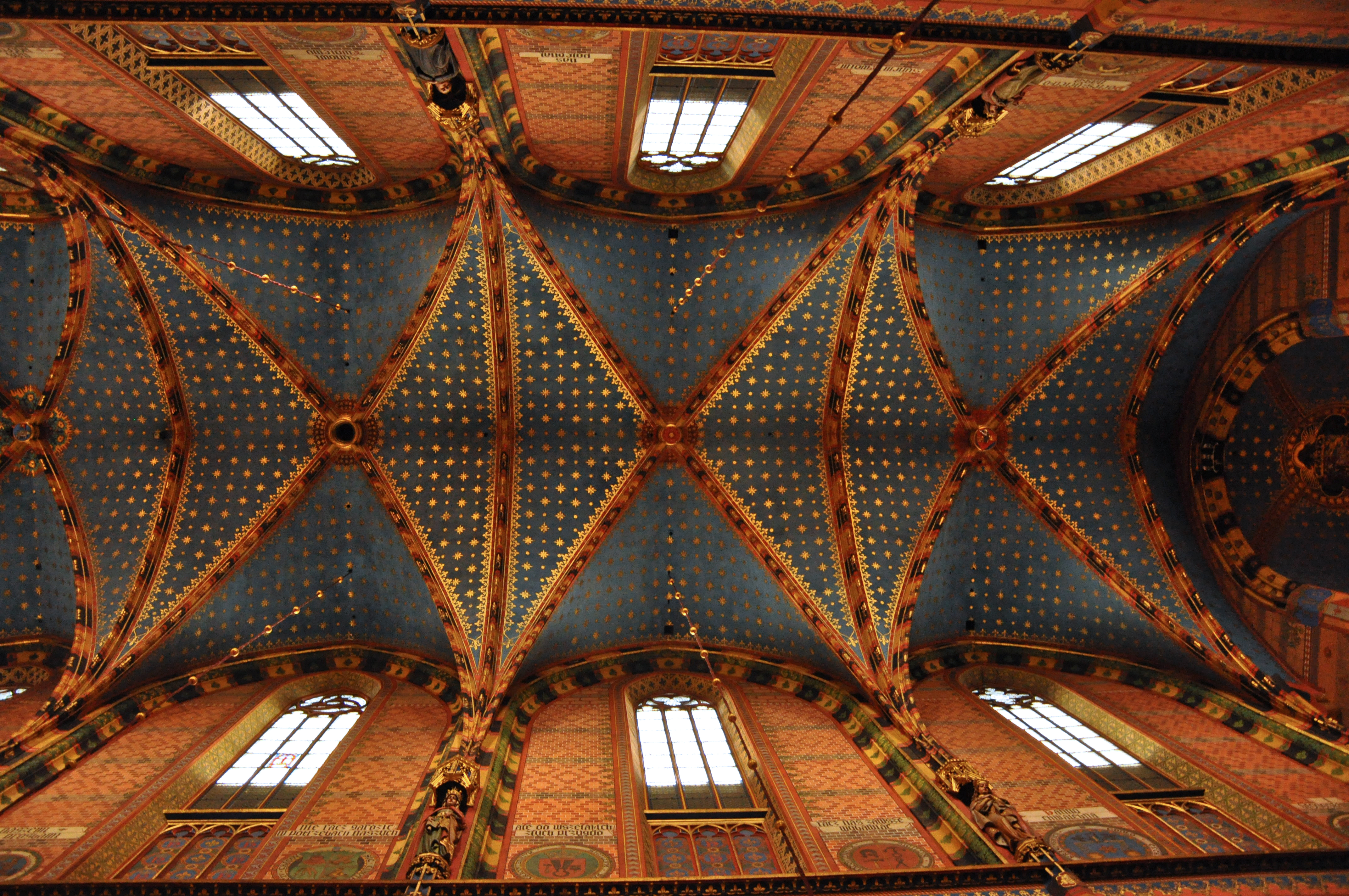
Vista de las bóvedas

Detalles de la basílica
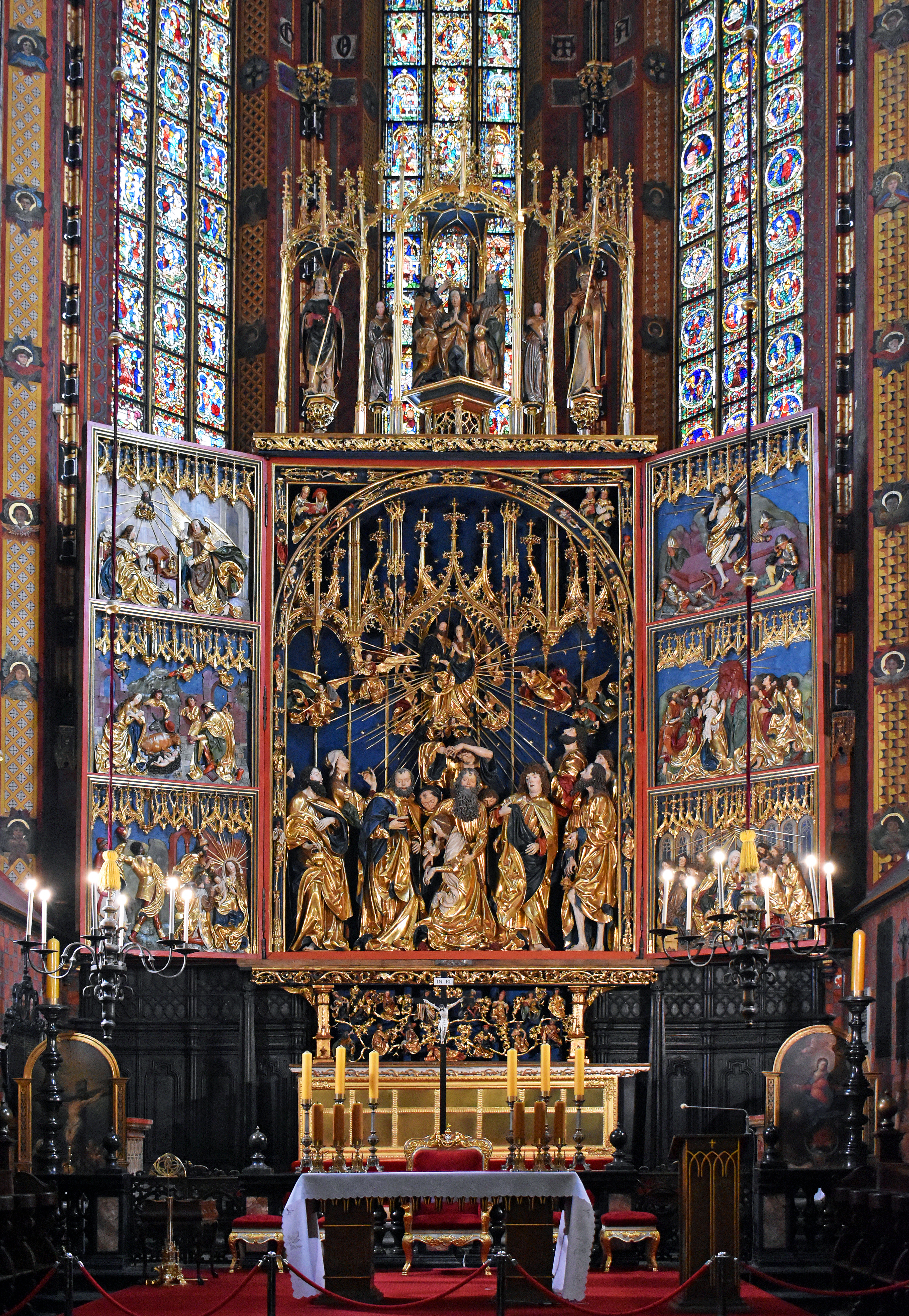
Retablo de Veit Stoss
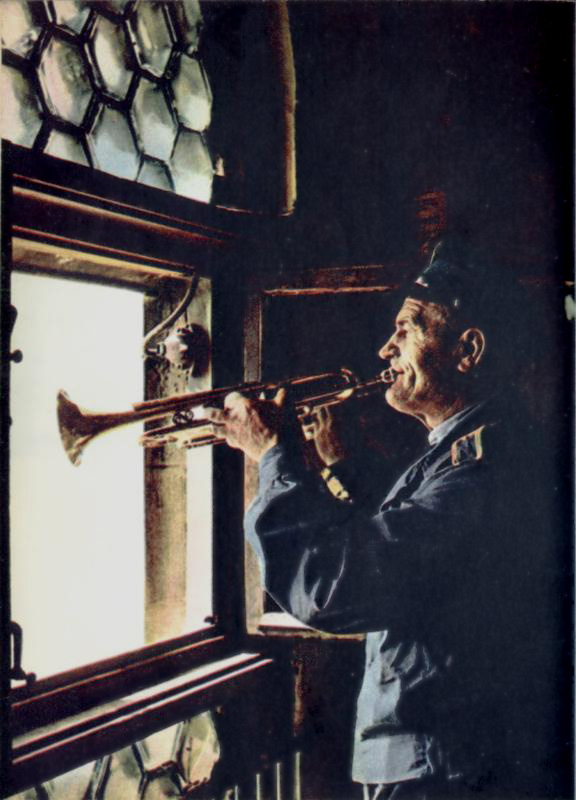
Trompetista tocando el Hejnał mariacki